# Philibert-Charles-Marie Varenne de Fenille
Philibert-Charles-Marie Varenne de Fenille (1730-1794), est un agronome français, spécialiste de sylviculture.
Il naît à Dijon (Côte-d'Or) le 10 décembre 1730. Arrêté le 12 octobre 1793, il est exécuté à Lyon (Rhône), 14 février 1794.

## Œuvre écrite
- Observations sur l'aménagement des forêts, et particulièrement des forêts nationales présentées à l'Assemblée nationale, par la Société royale d'agriculture, le 9 juin 1791 (1992)
- Œuvres agronomiques et forestières de Varenne de Fenille (1869)
- Mémoires sur l'administration forestière et sur les qualités individuelles des bois indigènes ou qui sont acclimatés en France (1807)
- Mémoires sur l'administration forestière Deuxième partie (1807)
- Mémoires sur l'administration et l'aménagement des forêts et des bois de la République et des particuliers (1801)
- Mémoire sur la plantation des routes dans la Bresse. (1797)
- Mémoires sur l'administration forestière et sur les qualités individuelles des bois indigènes ou qui sont acclimatés en France, auxquels on a joint la description des bois exotiques que nous fournit le commerce. Ouvrage utile aux propriétaires qui veulent se ménager de la futaie, juger avec précision de l'âge auquel ils doivent couper leurs forêts et connoître l'emploi le plus avantageux des différentes espèces d'arbres, d'après leurs qualités déterminées par un grand nombre d'observations et d'expériences nouvelles. Par P.-C. Varenne-Fenille,... (1792)
- Observations sur l'aménagement des forêts et particulièrement des forêts nationales, présentées à l'Assemblée nationale par la Société royale d'agriculture, le 9 juin 1791 (1791)
- Second Mémoire sur l'aménagement des forêts nationales, présenté à l'Assemblée nationale par la Société royale d'agriculture (1791)
- "Observations sur l'aménagement des forêts, et particulièrement des forêts nationales, présentées à l'Assemblée nationale, par la Société Royale d'Agriculture, le 9 juin 1791" (1791) avec Philibert-Charles-Marie Varenne de Fenille (1730-1794) comme Autre
- "Réflexions sur une question importante d'économie politique, par M. Varenne de Fenille, receveur des impositions de Bresse et de Dombes... Lu, le 22 février 1790, au corps municipal de la ville de Bourg, et en présence de la commission intermédiaire de la province de Bresse, qui en a ordonné l'impression" (1790) avec Philibert-Charles-Marie Varenne de Fenille (1730-1794) comme Autre
- Motion des municipalités de Joyeux, Birieux, Cordieux, etc. sur l'abolition des étangs en Bresse, suivie des Observations d'un agronome sur cette motion (1790)
- Réflexions sur une question importante d'économie politique, par M. Varenne de Fenille,... Lu le 22 février 1790 au Corps municipal de la ville de Bourg et en présence de la Commission intermédiaire de la province de Bresse qui en a ordonné l'impression (1790)
- Moyen d'acquitter les dettes de l'État dans un tems donné, et de rappeler la confiance et le numéraire sans recourir... au papier-monnoie et en détruisant à jamais l'agio... par M. Varenne de Fenille,... (1790)
- Réflexions sur une question importante d'économie politique (1790)
- Observations, expériences et mémoires sur l'agriculture et sur les causes de la mortalité du poisson dans les étangs pendant l'hiver de 1789, par M. Varenne de Fenille,... (1789)
- Moyen d'acquitter les dettes de l'Etat dans un tems donné... sans recourir au papier-monnoie... (1785)